# 1812年ロシア戦役
1812年ロシア戦役（フランス語: Campagne de Russie, ロシア語: Отечественная война）は、1812年に、ロシア帝国が大陸封鎖令を守らないことを理由にフランス帝国のナポレオン1世がロシアに侵攻し、敗北、退却するまでの一連の歴史的事件のことである。ロシア語の呼称については下記参照。
1812年のナポレオン1世によるロシア帝国への侵攻はナポレオン戦争の転換点となった。この遠征はフランス帝国とその同盟軍からなる侵攻軍を当初の兵力から2%未満に激減させた。ロシア文化に与えた影響は、レフ・トルストイの『戦争と平和』や旧ソ連が独ソ戦（1941年 - 1945年）と同一視していたことに見られる。

## 戦争名称
1941年までこの戦争はロシアでは 祖国戦争（ロシア語: Отечественная война, Otechestvennaya Voyna）として知られ、1941年以降は1812年祖国戦争と呼ばれるようになった。旧ソ連政府が第二次世界大戦の大祖国戦争（独ソ戦）の方を強調したためである。
ロシアではこの戦争を「1812年戦争」と呼ぶこともあるが、イギリスおよびアメリカ合衆国、カナダでは、「1812年戦争」といえば米英戦争を指す。

## 背景
ロシアフランスはティルジットの和約によって講和を結んだ。以後はナポレオンのイギリスを苦しめる大陸封鎖令に参加することとなるが、1807年12月に出されたミラノ勅令によって大陸封鎖は強化された。しかし、この政策はイギリスを含めナポレオンと同盟関係である国も苦しませ、反感を買い、特に影響を受けたのがロシアである。ロシアはティルジットの和約により関税による収入を失い、封鎖令の影響によって生活必需品さえも手に入れるのが困難であった。その事からアレクサンドル1世は大陸封鎖令を破り、1810年12月31日にフランスに対して嗜好品の輸出を禁じ、その中にはフランスでは重視されるワインや絹物なども含まれていた。

## 侵攻

### 両軍の編成
1812年6月、ヨーロッパ史上最大の691,500人からなるフランス帝国の大陸軍 (La Grande Armée) はネマン川を渡り、モスクワに到達しようとしていた。 
大陸軍は下記のように分かれていた。
- 皇帝直属で指揮下の250,000人の中央攻撃軍
- ウジェーヌ・ド・ボアルネ（80,000人）とジェローム・ボナパルト（70,000人）指揮下の2個前線軍
- ジャック・マクドナル（32,500人）とカール・フィリップ・ツー・シュヴァルツェンベルク（英語版）（34,000人のオーストリア軍）指揮下の2個遊撃部隊
- 225,000人からなる予備軍

加えて80,000の「国民防衛軍」がワルシャワ公国の国境の防衛のために召集された。ロシア国境の全フランス帝国軍も含めたこれらを以て、771,500人ほどがロシアに侵攻しようとしていた。他にフランス帝国には、イベリアで戦闘中の30万人とドイツとイタリアの20万人以上を超える兵力があった。これは、帝国に敵対する他の勢力の兵力を圧倒していた。
45万のフランス軍が遠征軍の大部分を形成し、同盟軍が残りを形成していた。オーストリアから派遣されたシュヴァルツェンベルクの部隊に加えて、およそ95,000人のポーランド兵、90,000人のドイツ兵（24,000人がバイエルン王国、20,000人がザクセン王国、20,000人がプロイセン王国、17,000がヴェストファーレン王国、ライン同盟諸邦から数千）、25,000人のイタリア兵、12,000人のスイス兵、4,800人のスペイン兵、3,500人のクロアチア兵、2,000人ポルトガル兵がいた、さらに、オランダ、ベルギーからの派遣軍がいた。これらは、ナポレオンに倒され、帝国に再編された国々である。
最近の説によれば、当初のロシア軍の兵力はフランス軍より少なかったという。280,000人ほどのロシア兵がポーランド国境に展開していた（皇帝アレクサンドル1世はフランスの衛星国家ワルシャワ公国侵攻計画を準備していた）。ナポレオンの軍隊と激突する戦争前夜の全ロシア陸軍はおよそ50万人であった（35万人程度のロシア軍の規模だった説と多くて71万人だったという説もある）。ここには主要な3個軍団が含まれていた。
- 前線軍
  - 第1西方軍：ミハイル・バルクライ・ド・トーリ指揮、約159,800人
  - 第2西方軍：ピョートル・バグラチオン将軍指揮、62,000人
  - 第3西方軍：アレクサンドル・トルマーソフ（英語版）将軍指揮、およそ58,200人
- 予備軍…3個前線部隊を支援する。
  - 第一予備軍：65,000人
  - 第二予備軍：47,000人

こうした兵力で、ナポレオン軍とすぐに対峙できるロシア軍は、392,000人を数えた。さらに首都サンクトペテルブルクの治安維持は、スウェーデンとオスマン帝国が行い、100,000人以上の兵力が使えることになった。こうした対処でロシア軍は規模を拡大させ、7万 - 8万いたコサック兵を含めなくても、9月までに兵力は900,000人程になった。

### モスクワ進軍
1812年6月23日に侵攻は始まった。ナポレオンは作戦前にサンクトペテルブルクへ最後通牒を送っていたが回答を受け取ることはなく、ロシア領ポーランドへの進軍を命じた。ナポレオン率いる大陸軍は基本的に補給物資を現地での収奪に依存し、それ故に補給部隊に拘束されず迅速な機動が可能となっていた。しかしロシア戦役ではナポレオンは補給を重視し25の補給大隊を編成。現地収奪に依存しない補給体制を整えていた。補給の関係上、大陸軍は補給線が伸びきる前に決着をつける必要があり、ロシア軍の東方脱出を防ぐため国境近辺での包囲殲滅を狙った。それに対してロシア軍総司令官バルクライはフランス軍との会戦を徹底的に避け、戦力を温存したまま退却を繰り返した。これはしばしば焦土作戦の例として使われる。
バルクライ軍はドニエプル河畔へと退却しバグラチオン軍もバルクライ軍と合流するため北東へと退却した。スモレンスク西方でバルクライ軍とバグラチオン軍が合流し、ナポレオンは中央攻撃軍を指揮してスモレンスクへと急行したがロシア軍は決戦を避けて退却、ロシア軍主力の東方脱出を許す結果となった。フランス軍は当初の戦略だった国境近辺での早期殲滅に失敗、対するロシア軍は戦力の温存に成功しトルコやフィンランドから軍を引き抜き、民兵を動員し決戦準備を整えていた。遊撃隊となったコサック騎兵やロシア軍別動隊は伸びきったフランス軍の補給線や側背を脅かし、ナポレオンは後方や側面防御のため多くの部隊を割かざるをえなかった。兵力の分散に加え、強行軍に耐えきれずに、飢え、疲労、逃亡などにより脱落する兵士が続出したことにより中央攻撃軍は15万5千に激減していた。
スモレンスクの戦闘後、ロシア宮廷は決戦を避けるバルクライを解任し、8月20日にミハイル・クトゥーゾフを後任とした。バルクライの作戦の欠点を誇張したにもかかわらず、クトゥーゾフはフランス軍との交戦で無益な犠牲をロシア軍にもたらすことをすぐに理解して、バルクライの手法の多くを継承した。防護陣をボロジノに布くことにし、9月7日にはボロジノの戦いが起こった。 ロシア軍は9月8日に退却を余儀なくされ、モスクワへの道を明け渡した。クトゥーゾフは市街からの撤退も命じた。
この時までにロシア軍は、モスクワ近郊の10万人（ボロジノで打撃を受けたクトゥーゾフ軍の残存兵力に部分的な増援が加わった）を含め、全軍で904,000人を数え、兵力は1812年の戦役における頂点に達した。

### モスクワ制圧

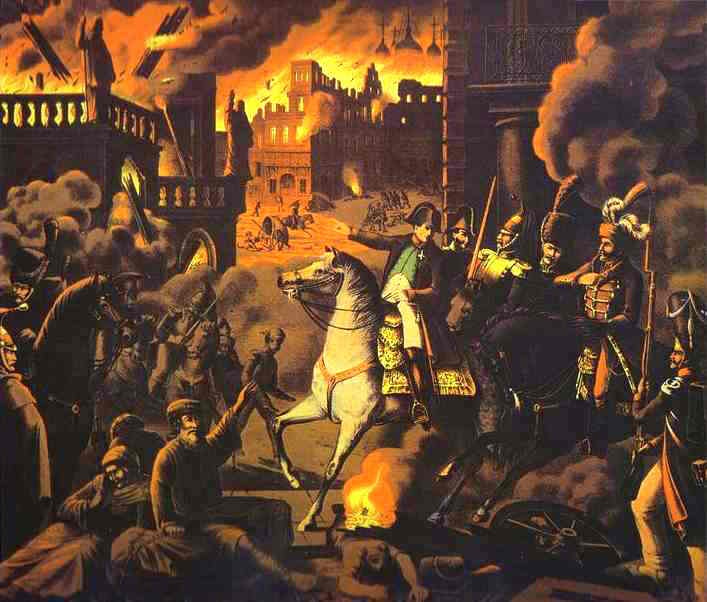
モスクワのフランス軍

9月14日、ナポレオン軍はフョードル・ロストプチン市長（総督。セギュール夫人の父）によって全てのライフラインの供給を止められたモスクワ市街に入城した（ナポレオン自身は翌15日朝に入った）。この時点の大陸軍の兵力は11万であった。ナポレオンはロシアがモスクワを焼き払うと思わず、物資や食糧が手に入ることを予期していた。またアレクサンドル1世がパクロンナヤ・ガラ（降伏の丘。2023年現在は勝利広場、戦勝記念公園がある）で降伏すると期待していたが、入城してみると市はもぬけの殻であった。その晩、市内各所で火の手が上がり、9月14日から18日（ロシアの旧暦では9月2日 - 6日）まで3日にわたり燃え続ける大火となり(モスクワ大火)、大半の建物が木造だったモスクワは、多くの貴重な文化財や建造物も焼き尽されて焼け野原となった。市内で捕虜にしたロシア兵の尋問記録から、火災はロシア軍の組織的な放火だったとされている。
フランス軍は冬を前にロシアの打倒と食糧の入手のいずれにも失敗し、ナポレオンは進退に窮した。3度に及ぶ和議提案も空しく、フランス軍は灰燼に帰したモスクワ市街で無為な時間を過ごした。さらにフランス軍をモスクワ市街から追い出そうとするロシア軍の展開を受け、10月19日、ナポレオンはモスクワからの退却を開始した。ナポレオンはモスクワ撤退の際、モルティエ将軍にクレムリンや公共建造物の爆破を命令したが、大雨とロシア兵の到着のため、3つの塔、城壁の一辺、兵器庫の一部の破壊にとどまった。
ナポレオンは後に「あれより2週間早くモスクワを発っていれば、タルティノ近郊に布陣するクトゥーゾフ軍を撃破できたであろう」と回顧している。モスクワ制圧から退却するまでの1ヶ月の間に兵力はさらに減少。退却時の兵力は10万になっていた。

### 退却

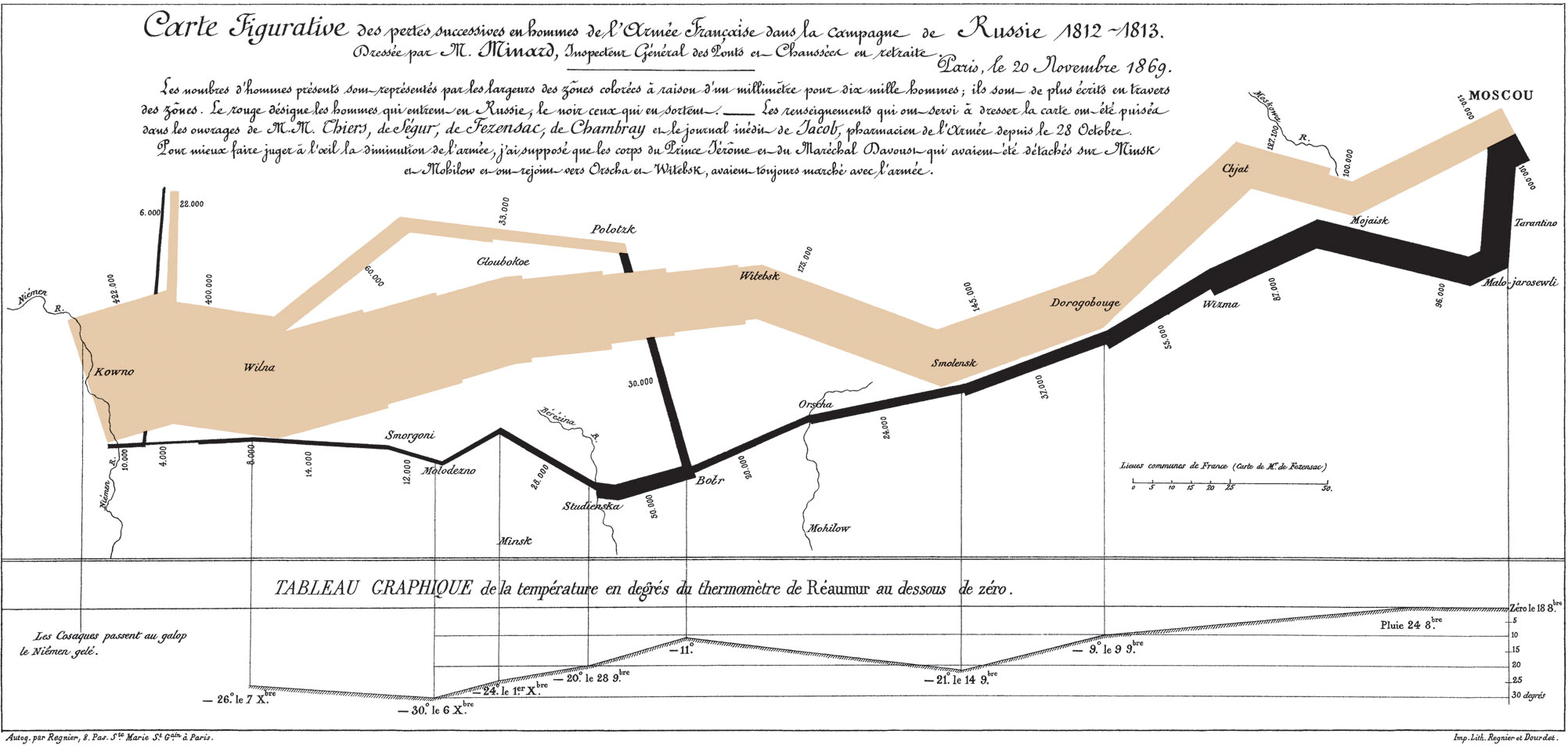
シャルル・ミナールによる図。大陸軍の遠征中の兵力の移動と増減を示している。下の表は撤退時に記録した温度（レ氏）。-30°R = -37.5°C なお、この図はサンキー・ダイアグラムの嚆矢としても知られる

「ナポレオンのモスクワからの退却」、アドルフ・ノーザン作（19世紀）

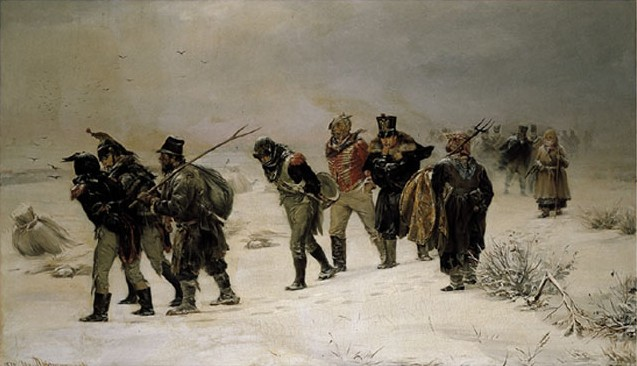
「1812年」、イラリオン・プリャニシニコフ画

10月24日のマロヤロスラヴェツの戦いではフランス軍が辛勝したが、クトゥーゾフはフランス軍をスモレンスク街道経由の退却へと追い詰めることには成功した。スモレンスク街道はフランス軍がモスクワ遠征の往路に使用した道で、すでに両軍の戦いで焦土化しており、食糧補給は望めない状態であった。兵站は滞り、農村でいくらでも手に入る藁を飼料とするロシア側の馬に対し、補給が必要な燕麦を飼料とするフランス馬の維持は難しくなり、馬のほとんどが餓死するか、食料として飢えた兵士に殺された。馬がなくなったことでフランス騎兵は徒歩で退却することを余儀なくされた。 さらに馬の激減は大砲と荷馬車の廃棄につながり、それは砲兵隊・支援部隊の喪失を意味した。ロシアに多数の車両を置き去りにしたことは、ヨーロッパ大陸でのフランス軍の兵站にも後々大きな悪影響を与えた。
1812年11月始めには飢えと凍傷、行軍による疲労で兵士が死に始めた。冬が深まるにつれ飢餓と疾病、厳寒で死者・落伍者が相次ぎ、脱走兵が急増したが、殆どの脱走兵は捕虜になるか、ロシアの民兵に殺された。クトゥーゾフは南の脇道を塞いでフランス軍が別の経路を取れないようにし、コサック騎馬兵を含むロシア軽騎兵隊は、フランス部隊の弱い部分を絶えず攻撃した。さらにヴャジマ、クラスノイ、ポロツクでもロシア軍がフランス軍部隊を襲撃し、大きな損害を出した。11月3日には兵力は5万に減り、11月8日にスモレンスクに到着した時には3.5万に減った。11月6日、ナポレオンはクロード・フランソワ・ド・マレ将軍が10月23日にフランスでクーデターを起こしたことを知った（マレはナポレオンの死を偽装して政権奪取を狙ったが、ナポレオンの生存を知った軍により逮捕され、31日に処刑されていた）。11月28日、ドニエプル川の支流ベレジナ川でポンツーン橋を仮設。この時クトゥーゾフは交戦の時機と判断し、大陸軍を攻撃。橋を渡り終えていなかったフランス軍部隊はロシア軍部隊に襲撃され多くの犠牲者が出た。この凄惨な戦いを「ベレジナ渡河作戦」と言う。この時兵力は3万に低下した。
12月5日、ナポレオンはミュラ元帥に後事を託して橇で帰国した。ミュラは後にナポリ王国を守るためにナポレオンの義理の息子だったウジェーヌ・ド・ボアルネに部隊を任せて脱走した。
その後は大部隊の残存兵は激減し、1812年12月14日、ロシア領内から駆逐された。22000名の将兵が生き延びたに過ぎない。最終的に大陸軍は60万から5千まで減った。戦闘によるロシアの死傷者はフランス軍と大差ないが、戦線の通過で荒廃した地域の住民の死傷者は軍隊を上まわっている。全体としておよそ数百万人が死亡したと見られ、仏露で等分すると約100万人が殺された。フランス軍は30万人、ポーランド軍は7万人、イタリア軍は5万人、ドイツ軍は8万人、ロシア軍は恐らく45万人を失った。人命同様にフランスは馬20万頭と大砲1000門も失った。
ロシア語で「乞食」や「ペテン師」を意味するシャロムイジニク (ロシア語: шаромыжник) は、フランス語の cher ami （「親愛なる友」）に語源があり、尋常でない冬の寒さに兵士が地元住民に物乞いをしたことから来ている。

## 歴史的評価

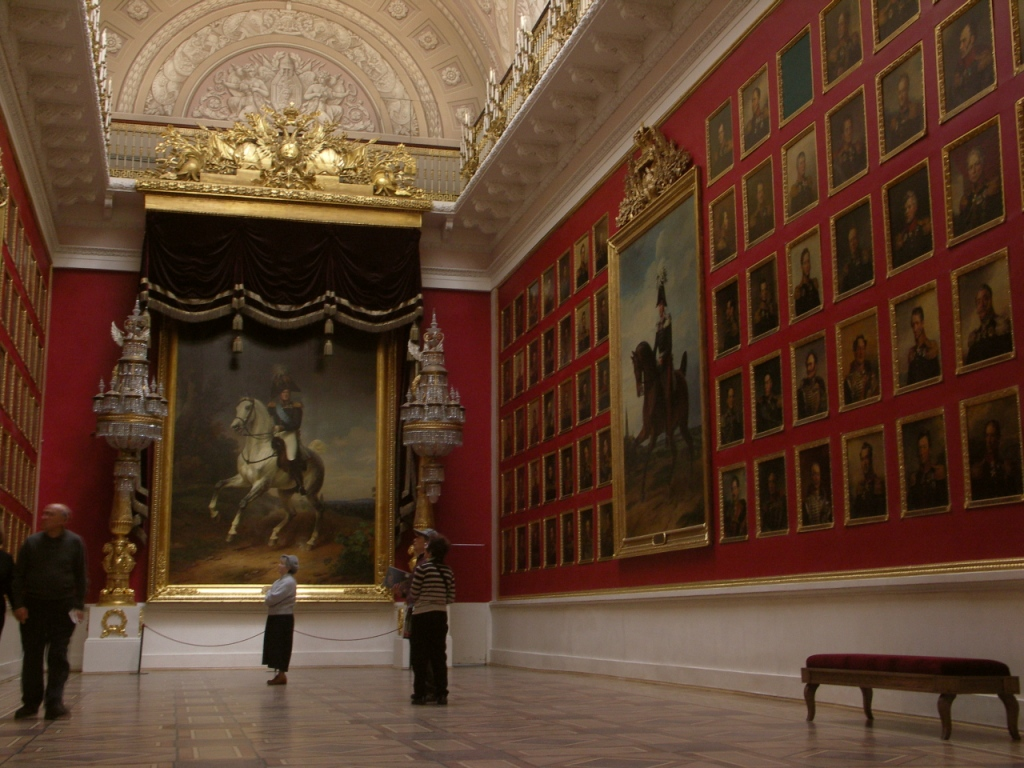
冬宮の軍事ギャラリーに掲げられたロシアの英雄の肖像画

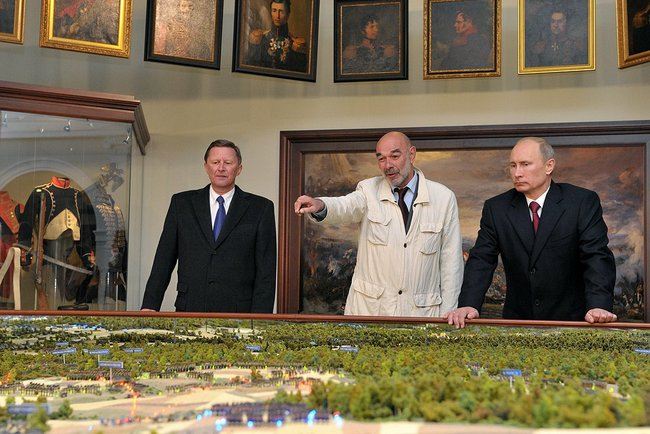
2012年に「祖国戦争200年記念式典」でボロジノを訪れボロジノ博物館でボロジノの戦いのジオラマを見学するプーチン大統領。

1812年にロシアがフランスに勝利したことは、ナポレオンのヨーロッパ制覇の野望及び彼の人生に対する決定的な大打撃（転換点）になった。1805年のトラファルガーの海戦でフランス海軍が撃破されたように、ロシア遠征はナポレオンをエルバ島へと流刑にする、ナポレオン戦争の転換点であった。ロシアにとって「祖国戦争（英: Patriotic War、露:Отечественная война）」は19世紀のロシア人の愛国心に対して大きな影響を及ぼすことになる、「強化された民族主義」の象徴になった。ロシアの愛国（民族）主義運動の間接的結果は、デカブリストの乱に始まり、1917年の2月革命で終わる、一連の革命へと繋がる国の近代化への強い要求であった。
ボロディノの戦い200年を迎えた2012年に、ロシアのウラジーミル・プーチン大統領はボロディノを訪問し、モジャイスクとマロヤロスラヴェツの2都市に「軍事栄光都市」の地位を与え、以下のように演説した。
| 「 | 「遠い昔、我が国は数多の戦争と危機を見てきた。そのうち2つの戦争（ナポレオンのロシア遠征と独ソ戦）だけが『祖国戦争（英: Patriotic War、露:Отечественная война）』と名付けられている。この2つの戦争は永遠に我々の記憶の刻まれるであろう。これらはロシア、ヨーロッパ、全世界にとって決定的な意味があった。当時すべての国家の主権と自決は危機に瀕しており、若者も老人も国民皆が一斉に侵略者に対して武器を持って戦ったのである。彼らの比類のない精神の勇気と力そして祖国愛が我が国に力を与えたのだ。抵抗することもそれを打倒することもいずれも困難を極めた。だからこそ、この2つの『大祖国戦争』は祖国のために立ち上がり、我が国に世界の大国の地位を与えてくれた我が先人の前例のない犠牲の証として言い伝えられているのである」 | 」 |

ナポレオンはロシアで完膚なきまでに叩かれたわけではなかった。1年後、ドイツの覇権を争う一層大きな大遠征において、2万5千の同盟軍の支援を受けた40万のフランス軍を送り込んだ。1813年10月16日から19日のライプツィヒの戦いになってようやくナポレオンは敗北し、それでもなお1814年のフランス戦役を継続した。
しかし、対ロシア戦争でナポレオンは凋落が決定的であることが明らかになり、プロイセン民族主義者とロシア軍指揮官の要請でドイツ民族主義者がライン・プロイセン連合を通じて反乱を起こした。

## ロシアの司令官たち
- ミハイル・クトゥーゾフ - 総司令官
- ミハイル・バルクライ・ド・トーリ -戦争大臣
- ピョートル・ヴィトゲンシュテイン - 右翼の司令官
- ピョートル・バグラチオン -左翼の司令官
- ニコライ・ラエフスキー（英語版） - 大ロシア司令官
- ドミートリー・ドフトゥローフ（英語版） - 大ロシア司令官
- ミハイル・ミロラドヴィチ - 大ロシア司令官
- アレクサンドル・オステルマン＝トルストイ -大ロシア司令官
- アレクセイ・ペトローヴィチ・イェルモーロフ（英語版） - 将軍
- ミハイル・セミョーノヴィチ・ヴォロンツォフ - 将軍
- マトヴェーイ・プラートフ（英語版） - ドン・コサックのアタマン

## トリビア
フョードル・クジミッチ（1776年または1777年 - 1864年1月20日）という正体不明の老人が、この戦役から24年後の1836年、ロシア帝国の首都モスクワから約1400km～1600km東のペルミの近くに現れた。警察からシベリア送りの処分を受けて、トムスク（モスクワ東方約3600km）付近に定住し、その地の人々から尊敬の念を受けて余生を過ごした。この人物、実は1825年に亡くならずに別人に成り済ましていた、アレクサンドル1世自身ではないかと噂された。クジミッチは、「1812年の戦争は、大変なものだった。ナポレオンがモスクワに入場した時のことを、今でもはっきりと思い出せる。クトゥーゾフ、バグラチオン……将軍たちはよくやったものだ」というように1812年ロシア戦役のことを詳しく語るばかりか、参戦した将軍と個人的な面識があったように語ったという（クジミッチは生涯を通じ、帝都サンクトペテルブルクや、クトゥーゾフやスヴォーロフなどの軍司令官についてしばしば語った。その際、その話し方はあたかも個人的に知っているかのようだった。この正体不明の老人が1812年の祖国戦争（ナポレオンのロシア遠征）に参加していたことは明らかなようだった）。

## 参考
- 1812: Napoleon's Fatal March on Moscow, Adam Zamoyski, HarperCollins, 644 Pages. ISBN 0007123752
- Blundering to Glory:Napoleon's Military Campaigns (2nd edition) Owen Connelly. 254 pages. ISBN 0842027807
- エ・タルレ『奈翁モスクワ敗退記』昇曙夢訳、育生社、1939年
- レオ・トルストイ『モスクワ遠征』外山卯三郎訳、肇書房、1942年
- ダニレフスキイ『戦争叢書 モスクワ攻略戦史』国防研究会訳（上下）、中央公論社、1943年
- クラウゼヴィッツ『ナポレオンのモスクワ遠征』外山卯三郎訳、原書房、1982年
  - 新訳版 『クラウゼヴィッツのナポレオン戦争従軍記』 金森誠也訳、ビイング・ネット・プレス、2008年